# RADIUS
RADIUS(레이디어스, 영어: Remote Authentication Dial In User Service→원격 인증 전화 사용자 서비스 위치)는 네트워킹 프로토콜로 사용자가 네트워크에 연결하고 네트워크 서비스를 받기위한 중앙 집중화된 인증, 인가, 회계 (AAA, 회계 Accounting은 인증, 인가 후 각종 사후 처리를 맡는다.) 관리를 제공한다. RADIUS는 1991년 서버 접근 인증, 회계 프로토콜로써 Livingston Enterprises, Inc.에서 개발했다. 그리고 후에 IETF표준으로 등재되었다.
지원 범위가 넓고 유비쿼터스 환경에서도 사용이 가능하기에 ISP와 기업들이 인터넷이나 인트라넷 접근을 관리하거나 무선 네트워크 인증, 통합 메일 서비스 등에 자주 쓰인다. 모뎀, 무선 액세스 포인트, 디지털 가입자 회선, 가상 사설망, TCP 및 UDP 포트, 웹 서버 등에 사용된다.
RADIUS는 응용 계층에서 작동하는 클라이언트 및 서버 프로토콜이며 사용자 데이터그램 프로토콜을 통해서 전송된다. 원격 접속 서버, 가상 사설망, 네트워크 스위치의 포트 인증, 네트워크 엑세스 서버(NAS) 이들 모두는 RADIUS서버와 통신하는 컴포넌트를 가진다. RADIUS는 종종 IEEE 802.1X 인증의 기반이 되기도 한다.
RADIUS 서버는 유닉스 시스템이나 윈도우 서버에서 자주 백그라운드 프로세스로 실행된다.

## 같이 보기
- SAML